# André Nieuwlaat
André Leonard Nieuwlaat (Moss, 24 dicembre 1965) è un ex calciatore norvegese, di ruolo attaccante.

## Carriera

### Club
Nieuwlaat cominciò la carriera con la maglia del Råde, per poi passare al Moss. Nel 1986 si trasferì al Drøbak/Frogn, per poi essere messo sotto contratto dal Rosenborg. Esordì con questa maglia in data 2 maggio 1987: fu titolare nel successo per 3-0 sul Mjøndalen, sfida in cui mise a referto una doppietta. Nel 1988, tornò al Drøbak/Frogn.
L'anno seguente, si accordò con il Frigg. Fu poi ingaggiato dal Vålerengen, per cui debuttò il 29 aprile 1990: fu impiegato nella sconfitta per 0-1 sul Molde. Giocò poi per lo Sprint-Jeløy, per il Fredrikstad, per l'Ekholt e per il Vansjø/Svinndal.

### Nazionale
Nieuwlaat conta 7 presenze per la Norvegia under 21, con una rete all'attivo. La prima di queste presenze arrivò il 13 maggio 1986, nel 3-3 contro la Svezia under 21. Il 20 agosto siglò l'unico gol, nel successo per 3-0 sulla Romania under 21.